# Episodi di Virgin River (terza stagione)
La terza stagione della serie televisiva Virgin River è stata pubblicata su Netflix il 9 luglio 2021.
| n° | Titolo originale                 | Titolo italiano                             | Pubblicazione |
| -- | -------------------------------- | ------------------------------------------- | ------------- |
| 1  | Where There's Smoke...           | Non c'è fumo senza fuoco                    | 9 luglio 2021 |
| 2  | Sticky Feet                      | Zampe appiccicose                           | 9 luglio 2021 |
| 3  | Spare Parts and Broken Hearts    | Cuori spezzati                              | 9 luglio 2021 |
| 4  | Take My Breath Away              | Senza respiro                               | 9 luglio 2021 |
| 5  | Kindling                         | La miccia                                   | 9 luglio 2021 |
| 6  | Jack and Jill                    | Jack e Jill                                 | 9 luglio 2021 |
| 7  | Split                            | Rottura                                     | 9 luglio 2021 |
| 8  | Life and Death                   | Vita e morte                                | 9 luglio 2021 |
| 9  | The Sun Also Rises               | Il sole sorgerà ancora                      | 9 luglio 2021 |
| 10 | A Wedding, No Funeral and a Baby | Un matrimonio, nessun funerale e un bambino | 9 luglio 2021 |